# 1820 en mathématiques
| Années des mathématiques : 1817 - 1818 - 1819 - 1820 - 1821 - 1822 - 1823    |
| Décennies des mathématiques : 1790 - 1800 - 1810 - 1820 - 1830 - 1840 - 1850 |

Cet article présente les faits marquants de l'année 1820 en mathématiques.

## Naissances
- 16 avril : Victor Puiseux (mort en 1883), mathématicien et astronome français.

- 3 juillet : Ernest de Jonquières (mort en 1901) amiral, mathématicien et homme de lettres français.

- 17 octobre : Édouard Roche (mort en 1883), mathématicien et astronome français.

- 18 novembre : Gustav Conrad Bauer (mort en 1906), mathématicien allemand.

- 23 novembre : Isaac Todhunter (mort en 1884), mathématicien britannique.

## Décès
- 1er avril : Isaac Milner (né en 1750), mathématicien et inventeur britannique.